# Nunataki Ogarëva
Nunataki Ogarëva är en nunatak i Antarktis. Den ligger i Östantarktis. Australien gör anspråk på området. Toppen på Nunataki Ogarëva är 1 996 meter över havet.
Terrängen runt Nunataki Ogarëva är platt åt nordväst, men åt sydost är den kuperad. Trakten är obefolkad. Det finns inga samhällen i närheten.